# Gainesville (wieś)
Gainesville – wieś w Stanach Zjednoczonych, w stanie Nowy Jork, w hrabstwie Wyoming.